# William Hendriksen
William Hendriksen (18 de noviembre de 1900 - 12 de enero de 1982) fue un teólogo y comentarista bíblico especialista en el Nuevo Testamento.
Nació en Tiel (Países Bajos) pero su familia se mudó a Kalamazoo (Míchigan) en 1911. Hendriksen estudió en la Universidad Calvin y en el Seminario Teológico Calvin y obtuvo el título de doctor en Teología Sagrada en el Seminario Bíblico Pikes Peak, donde escribió su tesis "Más que vencedores" ("More than Conquerors" en el original en inglés). Este libro ha sido comercializado ininterrumpidamente desde su lanzamiento en 1940. Obtuvo también el título de doctor en Teología por el Princeton Theological Seminary.
Hendriksen fue ordenado ministro en la Iglesia Cristiana Reformada de Norteamérica y trabajó como profesor del Nuevo Testamento en el Seminario Teológico Calvin desde 1942 hasta 1952. Inició el "Comentario al Nuevo Testamento", completando más de la mitad de los libros del Nuevo Testamento. Esta colección fue publicada por Baker Book House y completada por Simon J. Kistemaker después del fallecimiento de Hendriksen. Hendriksen recibió el premio póstumo "Gold Medallion Book Award" por su comentario de la Epístola a los romanos. También tradujo el libro del Apocalipsis para la Nueva Versión Internacional de la Biblia. Su nieta Dawn Wolthuis es presidenta del Instituto de Estudios Cristianos.
En su obra "Israel in Prophecy", escrita un año después de la Guerra de los Seis Días, Hendriksen criticó la postura, defendida por dispensacionalistas y cristianos sionistas, acerca de que Biblia profetiza el regreso y la restauración de los judíos a la Tierra de Israel. El pastor dispensacionalista Barry Horner describió el trabajo de Hendriksen como "una representación clásica de la Teoría del Reemplazo".
Hendriksen ha sido descrito como "uno de los comentaristas del Nuevo Testamento más destacados y respetados".